# Sándor Büchler
Alexander Büchler, o Bűchler Sándor (Fiľakovo, 24 settembre 1869 – Auschwitz, luglio 1944), è stato un rabbino e educatore ungherese.
Era il figlio del rabbino talmudista Phineas Büchler di Mór. Fu educato al ginnasio di Székesfehérvár e all'università e al seminario di Budapest; conseguì il titolo di dottore di ricerca nel 1893, e fu ordinato rabbino nel 1895.

## Opere
Le opere di Büchler includono saggi sulla storia degli ebrei in Ungheria, pubblicati nel "Magyar Zsidó Szemle" e "Österreichische Wochenschrift", e nei seguenti libri:
- "Niederlassungen der Juden in Europa im XVI. und XVII. Jahrhundert, mit Besonderer Rücksichtauf Ungarn", Budapest, 1893 (in ungherese);
- "Schay Lamoreh", "Kolel Miktebe Ḥakme Yisrael", Budapest, 1895 (in ebraico);
- "History of the Jews in Budapest", 1901 (in ungherese)